# Криппен, Харви
Хоули Харви Криппен, более известен как доктор Криппен (англ. Hawley Harvey Crippen; 11 сентября 1862, Колдуотер, Мичиган, США — 23 ноября 1910, тюрьма Пентонвилл, Лондон, Великобритания) — американский врач-гомеопат и дантист, ставший фигурантом одного из самых громких дел об убийстве в криминалистике XX века. Стал первым преступником, чьё задержание стало возможным благодаря радиосвязи. В начале XXI века некоторыми исследователями виновность Криппена в убийстве собственной жены оспаривается.

## Биография
Хоули Харви Криппен родился на юге штата Мичиган в семье бизнесмена и хозяина крупнейшего в городке магазина. Получил медицинское образование в Мичиганском университете, служил в Кливленде, практикуя гомеопатию. В Нью-Йорке, где Криппен проходил повышение квалификации в госпитале, он познакомился с практиканткой Шарлоттой Белл и женился на ней. Брак оказался проблемным — Белл оказалась ревностной католичкой и ходила на исповедь каждый раз, после того как они спали вместе. В 1888-м чета перебралась в Сан-Диего, где у них родился сын Отто (1889—1974 г). В 1892 году Шарлотта умерла от инсульта на девятом месяце беременности. Криппен оставил сына в Калифорнии на попечении деда и бабушки и вернулся в Нью-Йорк. Он открыл в Бруклине клинику и казался респектабельным человеком с большими перспективами. Через полгода он встретил 19-летнюю честолюбивую Кору Тёрнер, оперную певицу, известную под псевдонимом Белль Элмор (урождённая Кунигунда Макамоцки, Kunigunde Mackamotski, р. 1875) либо Кора Моцки. Она влюбилась в преуспевающего доктора с нью-йоркской практикой, и в 1894 году они поженились.
Вступив в компанию Dr. Munyon по торговле лекарствами, в 1897 году Криппен вместе с супругой перебрался в Англию, чтобы открыть филиал в Лондоне. Руководство отзывалось о нём как об одном из умнейших людей и назначило годовой оклад в 10 тысяч долларов.
Оставив оперу и перейдя в мюзик-холл, Кора рассчитывала на артистическую карьеру, но не преуспела, к тому же набрала лишний вес. В то время как Криппен продолжал работать дистрибьютором патентованных лекарств, Кора общалась с рядом различных актёров того времени, включая Лил Хоторн и её мужа-менеджера Джона Нэша. Криппен пытался помочь супруге, вкладывая деньги и исполняя обязанности менеджера. Компания Munyon в 1899 году уволила Криппена из-за того, что стал слишком много времени и средств тратил на сценическую карьеру своей жены. Он стал менеджером Института для глухих Друэ, куда в 1900 году нанял Этель Ле Нев, молодую машинистку. Отношения с женой у Криппена не ладились, ибо она винила его в своих неудачах, сильно пила, транжирила и открыто заводила связи на стороне, унижая мужа. Американский диплом Криппена был недействителен в Великобритании, и он практиковал как дантист в Йельской зубной клинике американца Гилберта Райлинса. В 1905 году Криппен снял дом № 39, расположенный на ул. Hilldrop Crescent за 52 фунта 10 шиллингов в год. Супругам пришлось принять квартирантов, чтобы увеличить скудный доход Криппена. У Коры был роман с одним из этих квартирантов, а Криппен, в свою очередь, завел отношения с Ле Нив в 1908 году. Этель забеременела, но у неё случился выкидыш.

## Подозрения и бегство
31 января 1910 года Криппены принимали у себя друзей, Клару и Пола Мартинелли — артистов театра, где играла Кора. После 1 февраля Кору Криппен никто не видел, не появлялась она и у себя в театре.
Криппен утверждал, что его жена нуждалась в длительном лечении, для чего отправилась в Калифорнию, где и скончалась. В качестве доказательства он предъявлял два письма, но почерк, которым они были написаны, не принадлежал Коре.
Одновременно в дом Криппена переехала его секретарша Этель Ли Нив (Ethel Le Neve, 1883—1967), и стала открыто пользоваться нарядами и драгоценностями Коры.
Подруга Коры — женщина-борец Кейт Уильямс (1875—1946) и Пол Мартинелли обратились в полицию 30 июня 1910 года. Расследование было поручено инспектору Скотланд-Ярда Уолтеру Дью. Он встретился с Криппеном 8 июля в его врачебном кабинете на Нью-Оксфорд стрит. Криппен охотно отвечал на вопросы и даже позволил обыскать дом. Он сообщил, что Кора бросила его, сбежав с одним из своих любовников, актёром мюзик-холла Брюсом Миллером. Не желая насмешек, он скрыл этот факт от друзей семьи, сообщив им, что она просто решила вернуться в США и кажется даже умерла. Дью полагал, что дело закрыто, но когда ему потребовалась подпись Криппена, оказалось, что доктор и его любовница бежали. Полиция установила наблюдение во всех портах. Американская полиция по запросу Скотленд-Ярда стала проверять всех пассажиров, пребывающих в Нью-Йорк. Полиция объявила награду в 250 фунтов за помощь в розысках и задержании подозреваемых. Позднее выяснилось, что Криппен и Ли Нив уехали в Брюссель, затем перебрались в Антверпен, а оттуда 20 июля отплыли в Канаду на пароходе Canadian Pacific Steamship Company «Монтроз», выдавая себя за отца и сына Робертсонов.

## Расследование
Полиция тщательно осмотрела дом и перекопала сад в доме, однако не нашли ничего подозрительного. 13 июля полиция предприняла тщательный обыск дома Криппена, в ходе которого под кирпичным полом угольного подвала были обнаружены некие останки, завернутые в мужскую пижамную куртку. Их исследованием занялся знаменитый патологоанатом сэр Бернард Спилсбери (1877—1947). Убийца сделал всё, чтобы сделать опознание невозможным: были удалены голова, все кости скелета, внутренности и кожные покровы. Останки мышечной ткани имели высокое содержание скополамина, однако предстояло доказать, что это именно останки Коры Криппен. Удалось обнаружить единственный лоскут кожи со следами операционного шрама и отпечатками узора ткани.
Благодаря радиосвязи, 22 июля капитан парохода «Монтроз» Генри Джордж Кендалл (будущий капитан пассажирского парохода «Empress of Ireland», затонувшего 29 мая 1914 г. с гибелью 1014 человек в реке Святого Лаврентия из-за столкновения с углевозом) сообщил компании (передавшей сообщение Скотланд-Ярду), что подозрительные люди, подпадающие под приметы Криппена и Ли Нив, находятся на борту. Инспектор Дью 23 июля сел в Ливерпуле на борт одного из быстроходных лайнеров WSL «Лаурентик», который прибыл в Квебек 30 июля, на день раньше «Монтроз». Капитан Кендалл продолжал слать отчеты в Лондон и на борт «Лаурентика», благодаря чему сам Дью был в курсе событий и поведения подозреваемых, а газеты следили за настоящей «погоней» полиции за беглым преступником с помощью радио. Благодаря содействию канадской полиции, Дью 31 июля 1910 года под видом лоцмана с отрядом канадской полиции смог подняться на «Монтроз» и арестовал Криппена и Ли Нив у мыса Фазер-Поинт в Квебеке. Это облегчало задачу Скотланд-Ярда, ибо на территории США Криппена не удалось бы арестовать как американского гражданина за совершенное заграницей преступление, и потребовался бы специальный процесс для его экстрадиции. Кроме того, Криппен находился на канадском судне и местная полиция имела полное право его задержать. Случай привлек особое внимание, потому что впервые преступник (подозреваемый) был задержан при помощи радио.
Криппен признал что он и есть разыскиваемый и согласился вернуться в Англию. После первого визита Дью он запаниковал и убедил Этель бежать с ним. При этом отрицал, что Этель знала что либо об убийстве его жены и истинной причине их бегства.
После 19 дней ареста и дознания Криппен и Ли Нив были тайком помещены на борту лайнера «Мегантик» (систер-шип «Лаурентика») и под тюремной охраной 28 августа доставлены в Ливерпуль. Во время этапирования и впоследствии Криппен утверждал, что ничего не знает об останках в погребе, что жену не убивал и что она возможно жива.

## Суд
Процесс длился пять дней, с 18 по 23 октября 1910 года. Главным экспертом выступал Бернард Спилсбери, потративший более пяти недель на исследование останков, найденных в подвале дома на Хиллдроп-Кресцент. Останки не позволяли даже выяснить пола жертвы. Однако операционный шрам и отпечатки ткани на коже указывали на личность Коры Криппен: узор был идентичен имевшемуся на её ночных сорочках, а кроме того, Кора перенесла тяжёлую гинекологическую операцию (по характеру волос, выяснилось, что лоскут кожи происходил с нижней части живота).
Среди других доказательств, представленных обвинением, был кусок мужской пижамы, предположительно из пары, которую Кора подарила Криппену годом ранее. В спальне Криппена были найдены трусы пижамы, но не верх. На фрагменте была этикетка производителя «Сurler Bros.», а вместе с останками были обнаружены обесцвеченные волосы, такие же, как у Коры. В показаниях представителя магазина, из которого был доставлен фрагмент верха пижамы, говорилось, что продукт не продавался до 1908 года, таким образом, дата изготовления вполне укладывается в период времени, когда Криппены уже занимали дом и когда Кора подарила эту пижаму мужу годом ранее, в 1909 году.
В ходе процесса, Криппен отрицал и утверждал что он невиновен, отказался допустить, что убил жену случайно, либо не выдержав её пьянства или измен. Друзья семьи, включая супругов Мартинелли, подтвердили, что Кора буквально издевалась над мужем, хотя он вел себя мягко, послушно, покорно. При умелой защите с учётом обстоятельств Криппен мог рассчитывать на сочувствие присяжных и публики, но он продолжал всё упорно отрицать. Он не выказал раскаяния по поводу своей жены, а только беспокоился о репутации своей возлюбленной. Криминалисты пришли к выводу, что он уничтожил кости жены в кухонной печи, а внутренности растворил в кислоте. Голову он спрятал в сумке и выбросил в море, когда совершил однодневную поездку во Францию.
23 октября присяжные совещались 27 минут и признали Криппена виновным. В тот же день Этель Ли Нив была освобождена. Криппен не раскаялся в содеянном, но попросил похоронить вместе с ним фотографию Ли Нив и его письма к ней. 23 ноября он был повешен в Пентонвильской тюрьме, его могила по традиции не была обозначена и лишена надгробия. В тот же день Этель Ли Нив выехала в США. Родственники Криппена и по сей день добиваются переноса его останков в Мичиган.
Почти никто из современников не сомневался в виновности Криппена, хотя его адвокаты сэр Альфред Тобин (1855—1939) и сэр Эдвард Маршалл Холл (1858—1927) сначала утверждали, что неопознанные останки могли быть захоронены до вселения Криппенов в дом, а затем перешли к версии, что Криппен использовал скополамин как успокаивающее средство, и запаниковал после смерти жены от передозировки, попытавшись избавиться от её останков.
Возникли вопросы о расследовании, суде и доказательствах, которые осудили Криппена в 1910 году. Дорнфорд Йейтс, младший адвокат на первоначальном суде, написал в своих мемуарах «Как мы с Берри говорили», что лорд Алверстоун предпринял очень необычный шаг по просьбе обвинения, в отказе предоставить копию показаний под присягой, использованных для выдачи ордера на арест адвокату Криппена. Судья безоговорочно принял довод обвинения о том, что сокрытие документа не повредит делу обвиняемого. Йейтс сказал, что знает, почему обвинение сделало это, но — несмотря на прошедшие годы — отказался раскрыть причину. Йейтс отметил, что, хотя Криппен поместил туловище в сухую негашеную известь для уничтожения, он не осознавал, что, когда она намокла в грунте, то превратилась в гашеную известь, которая является консервантом, факт, который Йейтс использовал в сюжете своего романа «Дом, который построил Берри».
В 1981 году некий Хью Ренклин заявил, что встречал Этель Ли Нив в Австралии около 1930 года, она утверждала, что Криппен убил жену из-за её бурной артистической жизни, после того, как она заразила мужа сифилисом. Ряд исследователей, как Люси Кокрофт, выдвинули предположение, что Кору могла отравить сама Ли Нив.
Известный автор детективных романов Раймонд Чендлер, в ту пору — репортёр, заметил по этому поводу, что Криппен, бесследно избавившись от главных улик, поступил очень глупо, оставив мышечную ткань жены на месте преступления.

## Спорные моменты
В 2007 году криминалист Мичиганского университета Дэвид Форан выступил с сенсационным заявлением, что останки, найденные в доме Криппена, не принадлежали Коре. Он исследовал ДНК материалов, оставшихся после дела Криппена, сравнив их с ДНК внучатых племянниц Коры Криппен. Однако это не снимает виновности с Криппена: по версии Форана, он практиковал незаконные аборты, и после смерти одной из пациенток, избавился от её останков методом, который был вскрыт следствием. Соскобы оригинальных останков также были проверены с использованием высокочувствительного анализа Y-хромосомы, который показал, что образец плоти на предметном стекле принадлежал мужчине.
Следы светлых волос, найденные в бигуди на месте происшествия, теперь хранятся в Музее преступности столичной полиции. Другой исследователь сообщил, что они просили предоставить им образцы для анализа ДНК, но их просьба несколько раз была отклонена. Однако Нью-Скотланд-Ярд был готов проверить волосы с места преступления за определённую плату, что, в свою очередь, было отклонено следователями как «чрезмерное». Исследователи предположили, что полиция подбросила части тела и особенно пижамную куртку на месте происшествия, чтобы обвинить Криппена. Форан предположил, что Скотланд-Ярд находился под огромным общественным давлением с целью найти и предать суду подозреваемого в этом ужасном преступлении. Независимый наблюдатель отмечает, что дело стало достоянием общественности только после того, как были найдены останки.
Форан также заявил, что в данных переписи населения Нью-Йорка 1920 года нашёл женщину, носившую один из артистических псевдонимов Коры Криппен, возраст её соответствовал дате рождения Кунигунды Макамоцки. Однако компетентные специалисты не признали этого исследования, и дело не было пересмотрено. Данные Форана стали основой для требований возвратить останки Криппена на родину в США.

## В массовой культуре

### В литературе
- Дело Криппена вдохновило в 1927 г. Артура Мэкена на написание рассказа «The Islington Mystery».
- В 2004 г. вышел в свет роман Джона Бойна «Crippen — A Novel of Murder».
- Данные Форана вдохновили Мартина Эдвардса в 2008 г. на написание романа «Dancing for the Hangman».

### В кино
- По мотивам рассказа Артура Мэкена был поставлен мексиканский фильм 1960 г. El Esqueleto de la señora Morales («Костяк сеньоры Моралес», режиссёр Рохелио Моралес).
- В 1962 г. вышел на экраны фильм «Доктор Криппен», в главной роли снялся Дональд Плизенс.
- История Криппена упоминается в фильме Невероятный страх перед всем (2012)

### В музыке
- По мотивам дела Криппена в 1961 г. был поставлен мюзикл «Белль».